# Lenda Murray
Lenda Murray (Detroit, 22 de fevereiro de 1962) é uma campeã profissional feminina de fisiculturismo americana. Murray ganhou oito títulos gerais do Ms. Olympia e obteve duas vitórias profissionais em sua categoria de peso. Ela é a segunda fisiculturista feminina de maior sucesso de todos os tempos, atrás apenas de Iris Kyle. Do dia 28 de fevereiro de 2003 ao dia 31 de maio de 2003, ela ocupou o 1º lugar na Lista de Classificação Profissional de Fisiculturismo Feminino da IFBB.